# Joshee (krater)
Joshee är en nedslagskrater med en diameter på 37 kilometer, på planeten Venus. Joshee har fått sitt namn efter den indiska läkaren Anandi Gopal Joshi.